# Gott ist mein König

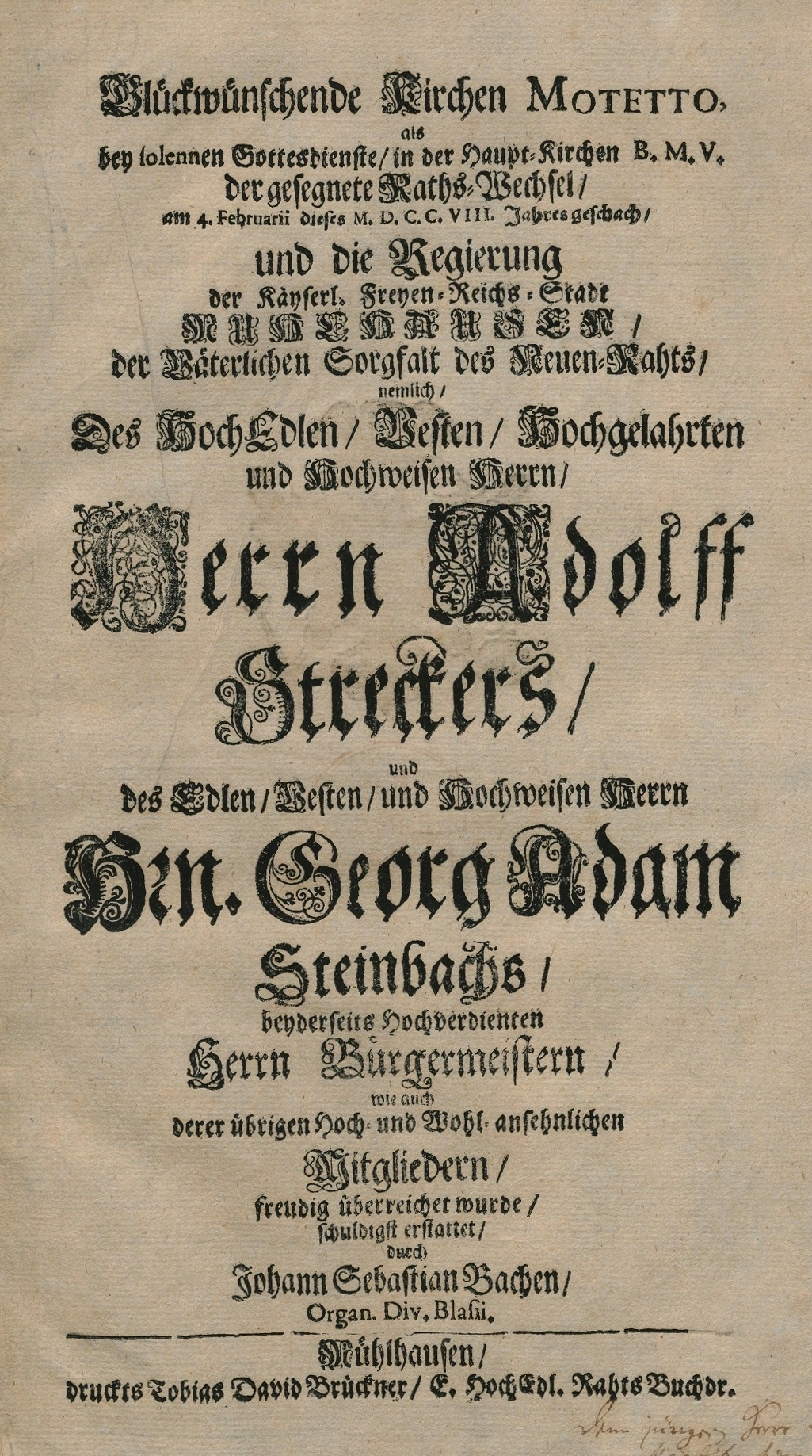
Titelseite des Drucks von 1708

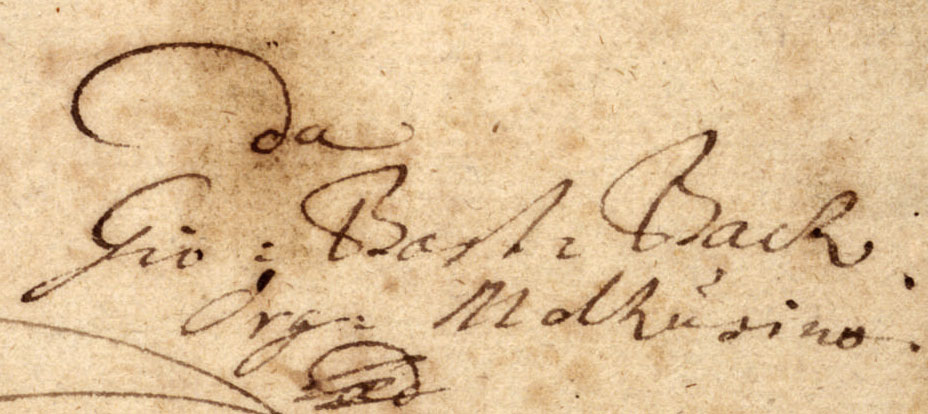
Bachs eigenhändiger Namenszug auf dem Deckblatt der Kantate „Gott ist mein König“, 1708. Er schreibt sich italienisch als Gio. Bast. Bach
(= Giovanni Bastiano Bach)

Gott ist mein König (BWV 71) ist eine Kirchenkantate von Johann Sebastian Bach.

## Entstehung
Die Kantate gehört zu Bachs Frühwerk. Er komponierte sie anlässlich des Ratswechsels der Freien Reichsstadt Mühlhausen am 4. Februar 1708. Bach war Organist an der Divi-Blasii-Kirche; der Festgottesdienst mit der Uraufführung der Kantate fand jedoch in der Marienkirche statt. Der Kompilator des Textes ist unbekannt. Für die teilweise geäußerte Vermutung, dass das Libretto von Pfarrer Georg Christian Eilmar, dem Auftraggeber der zeitnah entstandenen Kantate Aus der Tiefen rufe ich, Herr, zu dir (BWV 131), zusammengestellt und gedichtet worden sein könnte, gibt es keine Belege.

## Thematik
Der Text besteht überwiegend aus Worten der Bibel, die im ersten und im vierten Satz dem 74. Psalm, ferner dem 2. Buch Samuel sowie dem 1. und 5. Buch Mose entnommen sind. Der Text des zweiten Satzes „Ich bin nun achtzig Jahr“ nimmt wohl Bezug auf den 83-jährigen Bürgermeister Adolf Strecker, der in diesem Jahr zum wiederholten Male in dieses Amt gewählt worden war. Die Bibelzitate werden im zweiten Satz ergänzt durch die 6. Strophe des Kirchenliedes „O Gott, du frommer Gott“ von Johann Heermann. Insgesamt lassen sich die Texte dem Anlass gemäß als eine Meditation über den Übergang von alt nach jung verstehen, verbunden mit abschließenden, frei gedichteten Glückwünschen für das „neue Regiment“, d. h. die neuen Amtsinhaber.

## Aufbau
Das Werk hat sieben Sätze:
1. Chor: Gott ist mein König
2. Arie (Tenor): Ich bin nun achtzig Jahr mit Choral im Sopran: Soll ich auf dieser Welt
3. Chor: Dein Alter sei wie deine Jugend
4. Arioso (Bass): Tag und Nacht ist dein
5. Arie (Alt): Durch mächtige Kraft erhältst du unsre Grenzen
6. Chor: Du wollest dem Feinde nicht geben
7. Choral: Das neue Regiment auf jeglichen Wegen

## Text
1. Chor: Gott ist mein König von altersher, der alle Hilfe tut, so auf Erden geschicht.
2. Tenor und Sopran (fett): Ich bin nun achtzig Jahr, warum soll dein Knecht sich mehr beschweren? Soll ich auf dieser Welt Mein Leben höher bringen, Durch manchen sauren Tritt Hindurch ins Alter dringen, Ich will umkehren, dass ich sterbe in meiner Stadt, So gib Geduld, für Sünd Und Schanden mich bewahr, Auf dass ich tragen mag bei meines Vaters und meiner Mutter Grab. Mit Ehren graues Haar.
3. Chor: Dein Alter sei wie deine Jugend, und Gott ist mit dir in allem, das du tust.
4. Bass: Tag und Nacht ist dein. Du machest, dass beide, Sonn und Gestirn, ihren gewissen Lauf haben. Du setzest einem jeglichen Lande seine Grenze.
5. Alt: Durch mächtige Kraft Erhältst du unsre Grenzen, Hier muss der Friede glänzen, Wenn Mord und Kriegessturm Sich allerort erhebt. Wenn Kron und Zepter bebt, Hast du das Heil geschafft Durch mächtige Kraft!
6. Chor:  Du wollest dem Feinde nicht geben die Seele deiner Turteltauben.
7. Chor: Das neue Regiment Auf jeglichen Wegen Bekröne mit Segen! Friede, Ruh und Wohlergehen, Müsse stets zur Seite stehen Dem neuen Regiment. Glück, Heil und großer Sieg Muss täglich von neuen Dich, Joseph, erfreuen, Dass an allen Ort und Landen Ganz beständig sei vorhanden Glück, Heil und großer Sieg!

## Besetzung
Gemischtes Vokal- und Instrumentalensemble:
- Chor I (soli): Sopran, Alt, Tenor, Bass
- Chor II (ripieno, ad libitum): Sopran, Alt, Tenor, Bass
- Instrumentalchor I: Trompete I-III, Pauken
- Instrumentalchor II: Violine I/II, Viola, Violone
- Instrumentalchor III: Oboe I/II, Fagott
- Instrumentalchor IV: Blockflöte I/II, Violoncello
- Orgel (Basso per Organo)

Anmerkungen zur Besetzung
Der Begriff Chor ist hier im Sinne der Bachzeit zu verstehen als eine Gruppe von Musizierenden und zwar unabhängig von der Besetzung.
Bach notiert in der Partitur eingangs „Capella“ um kenntlich zu machen, wann Soli und Ripieno gemeinsam singen. In der Fortsetzung deutete er dies durch eine geschlängelte Linie unter dem Continuo-Part an. Soli bleiben dagegen unbezeichnet. Die Bezeichnung „ad libitum“ bei den Ripieno-Stimmen des Chors II besagt, dass dieser Chor entfallen kann.
In der Partitur sind Trompeten, Pauke(n), Streicher, Vokalstimmen und das Orgelcontinuo im Chorton notiert (Eingangschor z. B. in C-Dur), die anderen Stimmen im Kammerton (Eingangschor in D-Dur). Die Einzelstimmen behalten diese Notation bei, nur diejenige des Violoncellos steht abweichend von der Partitur im Kammerton.
Der Violoncello-Part ist für ein Instrument mit einem notierten Umfang G– es′′ geschrieben. Bach notiert den Part unter Verwendung dreier C-Schlüssel (C-Schlüssel (Sopran, Alt und Tenor) sowie des üblichen F-Schlüssels) für den Bass.
Instrumente für diesen Umfang hatten vier (G-d-a-e′) oder auch fünf Saiten (C-G-d-a-e′) und werden von Bach z. T. als Violoncello piccolo bezeichnet. Diese Bezeichnung findet sich jedoch nicht in den autographen Angaben zu dieser Kantate.
 Möglicherweise handelt es sich um eine Viola pomposa, eine Viola oder Violoncello da spalla („an/auf der Schulter“). Das Instrument mag auch unter der Bezeichnung „Bassetgen“ firmieren, wie eins in Bachs Nachlass vorhanden war. Dort war es unter seinen Streichinstrumenten zwischen „Braccie“ (d. h. Violen/Bratschen) und „Violoncello“ eingeordnet und kostete als gebrauchtes Instrument ebenso viel wie eines der beiden Violoncelli.

## Besonderheiten
Die Kantate BWV 71 gehört zu den bedeutenden Frühwerken Bachs. Anstelle von Rezitativen und Da-capo-Arien enthält sie kurze, fließend ineinander übergehende Sätze und weist damit überwiegend typische Merkmale des traditionellen Kantatentypus des 17. Jahrhunderts auf. Durch seine aufwändige Instrumentierung hebt sich das Werk allerdings von Bachs anderen erhaltenen Kantaten aus der Mühlhauser Zeit ab. Der wohl bekannteste Satz ist der sechste, bei dem ein homophon gesetzter Chor mit großer Eindringlichkeit die Worte aus Psalm 74 „Du wollest dem Feinde nicht geben die Seele deiner Turteltauben“ vorträgt.
Eine Besonderheit dieser Ratswechselkantate ist es, dass sie das erste gedruckte Werk Bachs ist. Bis zum Tod des Komponisten blieb es darüber hinaus der einzige bis heute erhaltene Druck einer Bachkantate. Ab 1731 veröffentlichte Bach einige seiner Werke für Tasteninstrumente im Selbstverlag, darunter die sechs Partiten aus der Clavierübung als Opus 1.